# 인천광역시 인천대공원사업소
인천광역시 인천대공원사업소(仁川廣域市 仁川大公園事業所)는 인천대공원과 남동구, 부평구에 소재한 공원‧녹지의 효율적인 운영‧관리 및 쾌적한 시설 조성을 위하여 인천광역시청 산하에 설치된 사업소이다.
사업소장은 지방기술서기관으로 보한다.

## 연혁
- 1992년 6월 4일: 인천직할시대공원관리사업소 설치
- 1994년 9월 7일: 인천직할시공원관리사업소로 변경
- 1995년 1월 1일: 인천광역시공원관리사업소로 변경
- 2001년 9월 24일: 인천광역시동부공원사업소로 변경
- 2016년 7월 1일: 인천광역시 인천대공원사업소로 변경

## 조직
소장
- 운영지원팀
- 시설팀
- 대공원팀
- 수목휴양림팀
- 권역공원팀